# Te prometo anarquía
Te prometo anarquía è un film del 2015 diretto da Julio Hernández Cordón.
Il film è stato presentato in anteprima al 68° Locarno Festival, essendo l'unico film latino in competizione per il Pardo d'oro, ed è stato presentato alla sezione Contemporary World Cinema del 2015 Toronto International Film Festival. Dopo la sua mostra al 13° Morelia International Film Festival, il film ha vinto il Guerrero Award come miglior film messicano ed ha ricevuto una menzione speciale da parte della giuria. Il film ha anche ricevuto due nomination ai Premi Ariel del 2016 per il miglior regista e la migliore fotografia.

## Produzione
Diana Sánchez,  direttore artistico del Panama International Film Festival, ha dichiarato che il film è "una bella e sincera esplorazione di amore e amicizia. Splendidamente girato, il film dimostra la versatilità e la progressione di Hernández come cineasta. Le scene degli skateboarder a Città del Messico, per esempio, sono cinetiche e sembrano molto realistiche". Secondo il regista, ha cercato di mescolare documentario, finzione e film noir, con il film che mostra "l'innocenza della giovinezza e i momenti in cui si tenta di interpretare il cattivo, il criminale, ma non sei proprio quel tipo di personaggio ". Te prometo anarquía ha vinto una parte del premio split al Panamá International Film Festival 2015, dove ha ricevuto 20.000 dollari per pagare le spese di post produzione; il resto del premio (5.000 dollari) è stato assegnato a El Sonido de las Cosas della Costa Rica, diretto da Ariel Escalante.

## Accoglienza
Il film è stato definito "Il miglior film messicano del 2015" da Fernanda Solórzano di Letras Libres.

## Riconoscimenti
- 2015 - Panamá International Film Festival[6]
  - Primera Mirada
- 2015 - Locarno Festival[1]
  - Nomination Pardo d'oro
- 2015 - Festival internazionale del cinema di San Sebastián[8]
  - Nomination Horizons Awards
  - Nomination Sebastiane Awards
- 2015 - Morelia International Film Festival[3]
  - Guerrero Award al miglior film messicano
  - Menzione Speciale della Giuria
- 2015 - Festival internazionale del cinema di Rio de Janeiro[9]
  - FIPRESCI Prize
- 2015 - Havana Film Festival[10]
  - Coral Award per il miglior attore protagonista a Diego Calva Hernández
  - Coral Award per il miglior attore protagonista a Eduardo Eliseo Martínez
  - Coral Award per la migliore sceneggiatura a Julio Hernández Cordón
- 2015 - Mar del Plata Film Festival
  - Nomination Miglior film americolatino
- 2015 - Lisbon & Estoril Film Festival
  - Nomination Miglior film
- 2015 - Baja International Film Festival
  - Miglior film
- 2016 - Queer Lisboa
  - Miglior film
- 2016 - Premios Fénix
  - Nomination Miglior film
- 2016 - Nashville Film Festival
  - Nomination Grand Jury Prize
- 2016 - Miami Film Festival
  - Nomination Knight Competition Grand Jury Prize
- 2016 - Premi Ariel
  - Nomination Miglior regista a Julio Hernández Cordón
  - Nomination Migliore fotografia a María José Secco